# Amice Calverley
 Amice Mary Caverley (* 9. April 1896 in Chelsea, London; † 10. April 1959 in Toronto) war eine britische Malerin und Musikerin. Sie ist bekannt durch ihre Zeichnungen des Tempels Sethos I. in Abydos.

## Die frühen Jahre
Amice Mary Calverley wurde in Chelsea, einem Stadtteil Londons, geboren. Ihre Eltern waren Edmund Leveson Calverley und Sybil Salvin. Sie verlebte dort ihre Kindheit, bis sie im Alter von zehn Jahren mit ihren Eltern für ein paar Jahre nach Südafrika zog. Bei ihrer Rückkehr nach England studierte sie Kunst an der Slade School of Fine Art und Klavier bei James Friskin. Dann zog ihre Familie nach Kanada, wo sie sich in Oakville am Ontariosee niederließ. Sie setzte ihr Musikstudium am Toronto Conservatory of Music unter Healey Willan fort. Im Ersten Weltkrieg arbeitete sie in einer Munitionsfabrik und einem Krankenhaus.
Nach dem Krieg ging sie nach New York, um Mode zu studieren, und wurde von dem Wanamaker Warenhaus angestellt. Als sie 1922 eine „Scholarship“ am Royal College of Music gewann, kehrte sie nach England zurück. Sie studierte mit Vaughan Williams, und ihr Herzenswunsch war, eine Oper zu schreiben. 1926 begegnete sie in Oxford dem Archäologen Leonard Woolley, der ihr zeichnerisches Talent erkannte und sie ermutigte, sich dem archäologischen Zeichnen zuzuwenden, anstatt der Musik. Amice erhielt eine Anstellung als Zeichnerin im Ashmolean Museum in Oxford. In dieser Zeit illustrierte sie ein Buch für den Prähistoriker Gordon Childe und arbeitete 1927 mit Professor Aylward M. Blackman an Fotografien vom Tempel Sethos I. in Abydos für die Egypt Exploration Society (EES). Diese plante einen fotografischen Überblick des gesamten Bauwerks mit den einmaligen Wandmalereien zu erstellen. Als sich herausstellte, dass die Fotografien den Erwartungen nicht gerecht werden konnten, erinnerte man sich an Amy und die hohe Qualität ihrer Arbeiten. So begann sich ein ehrgeiziger Plan für eine anspruchsvollere Publikation abzuzeichnen.

## Die Künstlerin und der Tempel Sethos I in Abydos
1927 war Alan Henderson Gardiner Direktor der Egypt Exploration Society. Er stellte Amice ein, um mit dem Kopieren der Wandmalereien in der riesigen Tempelanlage zu beginnen. Er hatte bereits die Arbeiten von Nina de Garis Davies gefördert und ein Auge für gute Künstler. Im Januar reiste Amice Calverley nach Abydos und begann mit ihren Arbeiten.
Calverley ging mit ihrer Arbeitsweise neue Wege. Anhand von Aufnahmen mit ihrer Leica erstellte sie Kodachrom-Dias. Diese wurden im benötigten Maßstab des Reliefs oder Ausschnitts vergrößert und die Umrisse danach auf ihre Zeichnung übertragen. Anschließend begann sie mit dem Mischen und Auftragen der Farben. Einige wurden von dem Negativ auf ein Zeichenbrett projiziert, so dass die Umrisse gezeichnet werden konnten. Andere wurden in England in einem größeren Maßstab hergestellt und die Umriss-Zeichnungen mit nach Ägypten genommen, wo sie vor dem Original im Tempel fertiggestellt wurden. Die späteren Fotografien waren verstärkt, d. h., sie machte kontrastarme Fotos, so dass das Resultat wie ein stark retuschiertes Studioporträt aussah. Ihr Ziel war jedoch nicht, Unebenheiten zu verschleiern, sondern diese auf den alten Reliefs und Inschriften hervortreten zu lassen, Zweck dieser ausgeklügelten Prozedur war, sämtliche relevanten Merkmale eines Reliefs in einer einzigen Abbildung sichtbar zu machen. Besonders wenn das Original stark beschädigt ist, kann es unmöglich sein, alle signifikanten Merkmale auf einem Foto zu sehen, weil z. B. unterschiedliche Merkmale bei unterschiedlichem Licht sichtbar werden. Auch in der Farbe gingen Calverley and Myrtle Broome neue Wege. Sie machten monochrome Farbfotos der bemalten Reliefs, die nur das Rot der Originale wiedergaben. Diese Abzüge nahmen sie mit zur Wand und malten dann alle anderen Farben darauf. Das hatte den Vorteil, dass ein hohes Maß an proportionaler Genauigkeit der Reliefs, sowohl in den Größen als auch in den Einzelheiten, in der Kopie erreicht wurde.
Eine solche Arbeit erlaubte keine eigene Ausdrucksweise. Das Kopieren war jedoch anstrengend und erforderte intensive Konzentration. Nicht jeder Künstler verfügte über die Geduld und Ausdauer, die diese Arbeit erforderte, besonders unter den primitiven Verhältnissen und den hohen Temperaturen, die den Bleistift verschmieren und die Tinte eintrocknen ließen.
Im zweiten Jahr ihres Aufenthalts hielt sich John D. Rockefeller, Jr. mit Ehefrau und Sohn David in Ägypten auf und besuchte in Begleitung von Professor James Henry Breasted von der University of Chicago den Tempel. Rockefeller war tief beeindruckt, sowohl von der Schönheit der Reliefs als auch von Amice Calverleys Farbkopien. Er erklärte sich bereit, die Publikation des Tempels zu finanzieren, die gemeinsam von der Egypt Exploration Society und dem Oriental Institute der University of Chicago herausgegeben werden sollte. Sie wurde Leiterin des Projekts und konnte die Künstlerin Myrtle F. Broome einstellen, mit der viele Jahre ebenbürtig Seite an Seite arbeitete. Auch eine junge talentierte Fotografin aus Wien schloss sich ihnen vorübergehend an. Weitere Unterstützung erhielten sie von Sir Alan Gardiner sowie der bedeutenden Ägyptologen Adriaan de Buck und Hermann Junker.
Die Künstlerinnen hatten an einem abgelegenen Ort wie Abydos mit vielerlei Schwierigkeiten und auch Krankheiten, wie beispielsweise Typhus, zu kämpfen. Calverley hatte sich ein Haus aus Lehmziegeln bauen lassen, einem Ort, an dem sie die längste Zeit ihres Lebens wohnte. Sie lernte ihre Umgebung kennen und lieben und verließ sich auf ihre fünf männlichen ägyptischen Dienstboten und ihre syrischen Haushälterin. Dadurch unterhielt sie freundliche Beziehungen zu ihren Nachbarn, sowohl den Dorfbewohnern als auch den offiziellen Stellvertretern der Regierung. Später hielt sie an einigen Wochentagen eine Sprechstunde für die Dorfbewohner ab und behandelte wunde Babys, bandagierte beschädigte Gelenke und half mit einfachen Medikamenten gegen unterschiedliche Leiden.
1933 wurde der erste Pracht-Band ihrer Arbeit veröffentlicht mit den Kapellen von Osiris, Isis und Horus. 1935 folgte der zweite Band mit den Kapellen von Amun-Re, Re-Harachte, Ptah, und König Sethos und 1938 der Osiris-Komplex. In der gedruckten Ausgabe wurden die Farbbilder in einem außerordentlich hohen Standard reproduziert, indem 7 – 8 Farben aufgetragen wurden (zum Vergleich: heute sind es 4). Unter Verwendung von „Schmuckfarben“ können Farben gedruckt werden, die außerhalb des beim Vierfarbdruck möglichen Farbbereichs liegen. Trotz des etwas „künstlichen“ Eindrucks dieser gemalten Fotografien ist es zweifelhaft, ob sie entscheidend verbessert werden könnten als originalgetreue Wiedergabe der dekorierten Wände.

## Andere Interessen
Mitte der 1930er Jahre lernte sie fliegen. Wenn sie nicht in Ägypten war, wandte sie sich wieder der Musik zu. Als sie im Sommer 1933 in Österreich war, schrieb sie ein Quartett in F-Moll, das in Wien, London und Kanada aufgeführt wurde. In Ägypten hatte sie ein kleines 2-Zylinder-Auto, mit dem sie nach Kairo fuhr. Am Ende der Saison wurde es auf ein Schiff verladen, das sie nach Griechenland brachte. Von hier fuhr sie nach Rumänien und andere Balkanstaaten, wo sie das bäuerliche Leben filmte. 1938 machte eine Farbfilm-Serie in Ägypten über Volkstanz sowie Beerdigungs- und Fruchtbarkeitsriten.

## Der Zweite Weltkrieg
Mit dem Heraufziehen des Zweiten Weltkriegs arbeitete sie zusammen mit Freya Stark in Cairo für das britische Informationsministerium. Stark gründete hier die demokratische Anti-faschistische Bewegung „Brotherhood of Freedom“. Zurück in England war sie 1939 Fahrerin für die Invalid Children's Aid Association tätig, die Kinder aus den Städten aufs Land evakuierte. 1941 wurde sie vom Informationsministerium zur Luftwaffe gesandt, von wo sie nach einer obligatorischen Ausbildung nach Medmenham in Buckinghamshire kam, um Luftbilder auszuwerten. In ihrer Freizeit konnte sie in London im Britischen Museum an ihren unvollendeten Zeichnungen arbeiten, die in einem ausgeräumten Zimmer untergebracht waren. 1944 wurde sie Zivilangestellte bei der auf dem Balkan.

## 1947 wieder in Ägypten
Nach Kriegsende schickte Rockefeller $17.000,- für das Abydos-Projekt, so dass Amice Calverley 1947 mit ihrer neuen Assistentin, Miss Collis, nach Ägypten zurückkehrte. Hier war die jetzt die Cholera ausgebrochen und Calverley setzte sich dafür ein, dass Impfstoff aus Chicago nach Abydos geschickt wurde. So wurden nicht nur ihre Dorfbewohner geimpft, sondern auch ca. 750 Briten und Amerikaner, die in Oberägypten waren.
In der Saison 1947–48 kam die kanadische Ägyptologin Winifred Needler nach Abydos. Sie hatte sich für 10 Monate vom Royal Ontario Museum beurlauben lassen, um die Inschriften zu kopieren. Auch sie hatte Kunst studiert und war eine ausgezeichnete Zeichnerin und hatte einige Semester in Yale die Hieroglyphen studiert. Auch hatte sie bereits eine ägyptische Wandmalerei für das Museum erstellt. Das war der Beginn einer tiefen Freundschaft zwischen den beiden Frauen.
Bereits im Herbst 1948 musste die Arbeit in Abydos jedoch eingestellt werden. Der Grund hierfür war der Krieg zwischen den arabischen Ländern, einschließlich Ägypten und dem neuen Staat Israel, so dass die britische Regierung von Expeditionen nach Ägypten abriet.

## Auf Kreta und in Griechenland
Jetzt durchstreifte Calverley Kreta und filmte das Leben der Bewohner, wie sie es bereits in Ägypten getan hatte, manchmal zu Fuß, manchmal in einem vormals kanadischen Militär-Truck. Sie nahm Weber, Töpfer, Ziegelmacher auf oder Frauen, die ihr Korn mahlen, alte Männer, die auf der Straße spinnen, Fischer, die ihre Netze auswarfen.
Danach ging sie nach Griechenland, wo der Bürgerkrieg tobte, und berichtete als Fotografin und Kriegsberichterstatterin 1949 über die Schlacht am Mount Gramos. Doch schon bald pflegte sie die Verwundeten aus diesem Krieg und erhielt später ein Abzeichen eines griechischen Kommandos. Das Leiden, das sie dort erlebte, suchte sie zu mildern, indem sie in Europa und Amerika Geld für die verwundeten Veteranen sammelte.

## Zu Hause in Kanada
Als sie nach Kanada zurückkehrte, kaufte sie am Ontariosee in Oakville ein Anwesen, das sie umbaute. Sie selbst wohnte in einem ehemaligen Kutscherhaus, das berühmt wurde durch ihre Konzerte für Kammerorchester in den Musikkreisen von Toronto. Hier arbeitete sie auch an den Bänden V und VI über den Sethos Tempel, umgeben von den Sammlungen ihrer vielen Reisen.
Amice Calverley schrieb 1958 in der Einführung zu ihrem vierten Band der Abydos-Serie:
„Ich war sehr froh, dass das ganze Material den Krieg unversehrt überstanden hatte, zumal beide, das Material und diejenigen, die es vorbereitet hatten, in Reichweite des Bombenhagels waren. Als die Wiederaufnahme möglich wurde, machte es die politische Lage in Ägypten nicht leichter, zumal dort die Angst vor der Cholera-Epidemie herrschte. Mit großer Erleichterung und Dankbarkeit habe ich den jetzigen Teil meiner Aufgabe fertiggestellt und durch die fortwährende Großzügigkeit von Mr. Rockefeller kann ich den fünften Band in Angriff nehmen.“
Plötzlich und unerwartet verstarb Amice Calverley am 10. April 1959. Der V. Band blieb unveröffentlicht.
„Sie war eine herausragende Künstlerin für Abydos, wie es Nina de Garis Davies für Theben-West war.“ – so beschreibt sie Alan Henderson Gardiner, der beide gekannt und gefördert hatte. Insgesamt hatte Amice Calverley zehn Jahre in Abydos verbracht.
Die Egypt Exploration Society plant die Herausgabe des V. Bandes über den Tempel von König Sethos I. in Abydos, und zwar über die Reliefs in der südlichen Seite des Tempels, d. h. die Barkenhalle, die Kapellen von Nefertem und Ptah-Sokar, die Galerie mit der Königsliste und den Treppenaufgang. Weil hier viele Reliefs nicht bemalt waren, könnten sie auf die Fotos zurückgreifen. Danach wird immer noch Material verbleiben für drei oder vier weitere Bände, denn im fotografischen Archiv der E.E.S. lagern ca. 2000 Glas-Negative von Amice Calverley und Herbert Felton mit Kommentaren, die sie zwischen 1925 und 1949 aufgenommen haben. John Baines von der Universität Oxford hat sich diese Arbeit vorgenommen und war bereits seit den 1970er und 1980er Jahren mehrfach in Abydos, um die epigrafische Seite zu überprüfen. Aufgrund der geringen finanziellen Mittel ist ihm zufolge das Erscheinen eines neuen Bandes nicht absehbar.

## Werke
- The Temple of King Sethos I at Abydos. copied by Amice M. Calverley, with the Assistance of Myrtle F. Broome and edited by Alan H. Gardiner. Vier Bände. The Egypt Exploration Society, London; The University of Chicago Press, Chicago; abrufbar über Institute for the Study of Ancient Cultures, West Asia & North Africa (bis 2023 Oriental Institute):
  - Band 1: The Chapels of Osiris, Isis and Horus. 1933.
  - Band 2: The Chapels of Amen-Rēˁ, Rēˁ-Ḥarakhti, Ptaḥ, and King Sethos. 1935.
  - Band 3: The Osiris Complex. 1938.
  - Band 4: The Second Hypostyle Hall. 1958.